# Westfälische Mühlenstraße

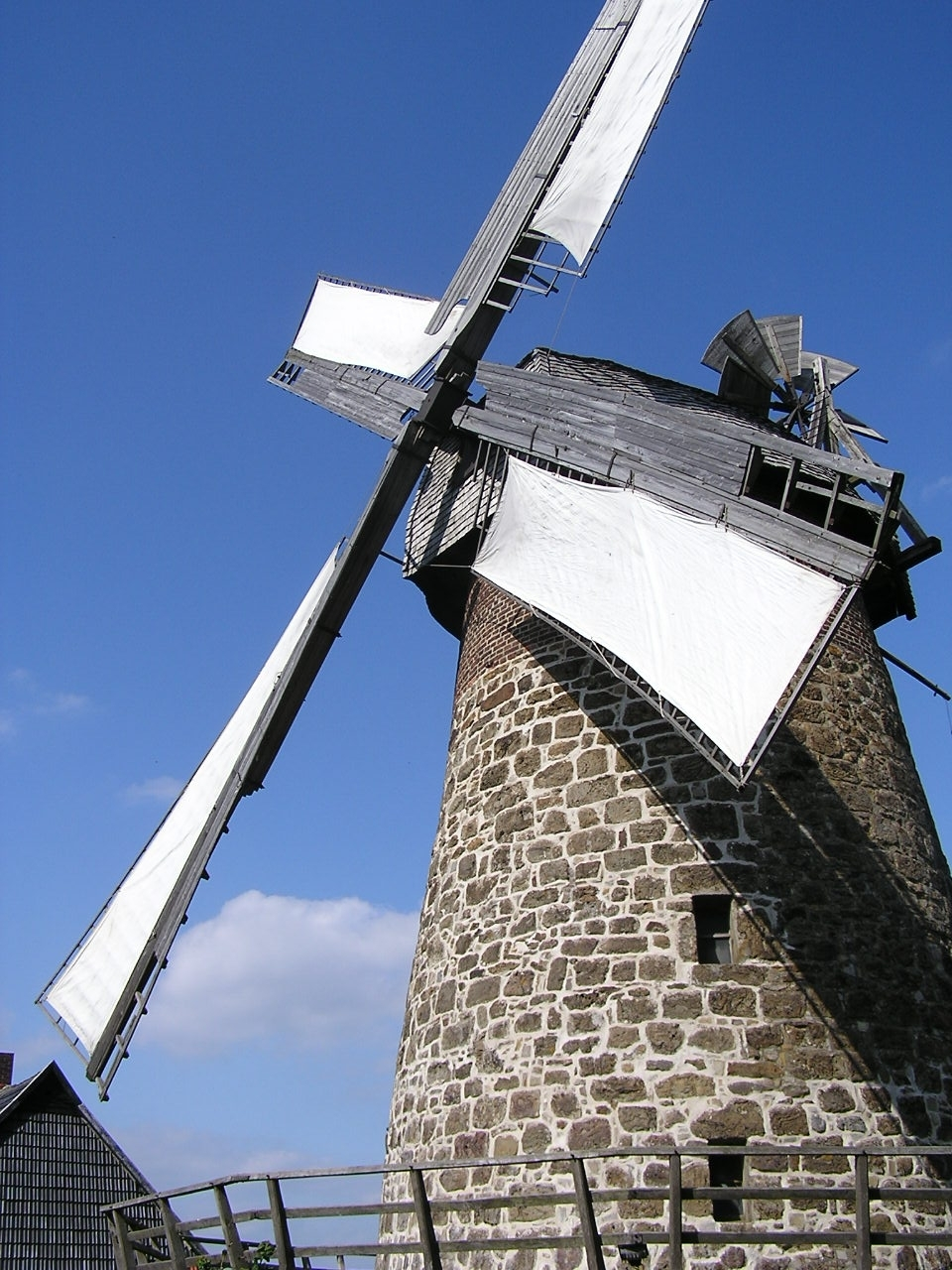
Windmolen Eilenhausen

De Westfälische Mühlenstraße is een toeristische autoroute en fietsroute in Noordrijn-Westfalen, Duitsland. De 300 kilometer lange bewegwijzerde route uit 1978 verbindt 43 windmolens in Kreis Minden-Lübbecke. Ze maakt deel uit van de Europese Culturele Route Industrieel Erfgoed ERIH. 